# Administrativní dělení Uruguaye

Departementy Uruguaye

Uruguay je z mezinárodního hlediska unitární stát. Administrativně je rozčleněn do 19 departementů (španělský výraz je departamento).
|    | Departement    | Hlavní město           | Rozloha (km²) | Obyvatelstvo (2023) |
| -- | -------------- | ---------------------- | ------------- | ------------------- |
| 1  | Artigas        | Artigas                | 11 928        | 77 487              |
| 2  | Canelones      | Canelones              | 4 536         | 608 956             |
| 3  | Cerro Largo    | Melo                   | 13 648        | 91 025              |
| 4  | Colonia        | Colonia del Sacramento | 6 106         | 135 797             |
| 5  | Durazno        | Durazno                | 11 643        | 62 011              |
| 6  | Flores         | Trinidad               | 5 144         | 26 271              |
| 7  | Florida        | Florida                | 10 417        | 70 325              |
| 8  | Lavalleja      | Minas                  | 10 016        | 59 175              |
| 9  | Maldonado      | Maldonado              | 4 793         | 212 951             |
| 10 | Montevideo     | Montevideo             | 530           | 1 302 954           |
| 11 | Paysandú       | Paysandú               | 13 922        | 121 843             |
| 12 | Río Negro      | Fray Bentos            | 9 282         | 57 334              |
| 13 | Rivera         | Rivera                 | 9 370         | 109 300             |
| 14 | Rocha          | Rocha                  | 10 551        | 80 707              |
| 15 | Salto          | Salto                  | 14 163        | 136 197             |
| 16 | San José       | San José de Mayo       | 4 992         | 119 714             |
| 17 | Soriano        | Mercedes               | 9 000         | 83 685              |
| 18 | Tacuarembó     | Tacuarembó             | 15 438        | 96 013              |
| 19 | Treinta y Tres | Treinta y Tres         | 9 529         | 47 706              |
|    | Uruguay        |                        | 176 215       | 3 499 451           |